# 以马内利

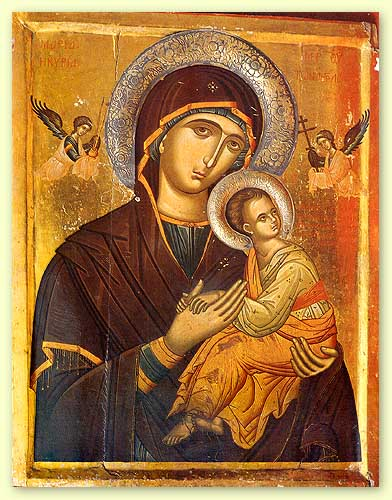
根据马太福音，以马内利指耶稣

以马内利（希伯來語：עִמָּנוּאֵל），意為“上帝与我们同在”；天主教會漢譯為厄瑪奴耳；東正教會漢譯為耶瑪砮伊勒，是聖經上出現的一個名詞，由2个希伯来语单词（与我们同在）和（上帝）组成。这个名称在《希伯来圣经》中出现数次（以赛亚书 7:14、以赛亚书 8:8），在《新约圣经》中（马太福音 1:23）出现一次。

## 基督徒的使用
基督徒相信以马内利就是先知以赛亚所预言的弥赛亚。在《以赛亚书》第8章第8节，巴勒斯坦被称为以马内利之地，而在其他段落称为那地或神的产业，因此以马内利和神是同一位。其次，在《以赛亚书》第8章第9-10节的希伯来圣经原文，先知以赛亚预言，由于以马内利的保护，所有仇敌的计划都将归于失败。基督徒深信《以赛亚书》第9章第6-7节所描绘的婴孩以马内利具有明显的耶稣的特征。《马太福音》第1章第23节清楚地确定以马内利就是耶稣弥赛亚，基督教始终如一地教导这一教义。爱任纽等许多教父很重视“以马内利”这一名称，因为它表达了由于弥赛亚将成为“神与我们同在”这一道成肉身的奥秘。
基督徒相信《以赛亚书》所描述的以马内利并非想象或者比喻，或来革新以色列人，根据经文及其上下文，都显示先知不是指普通的儿童。基督徒反对以马内利是指先知以赛亚的一个儿子的观念。《以赛亚书》第8章第1-4节表明，以赛亚的儿子的名字不是以马内利。这个孩子也不是Achaz的儿子，基督徒断言Ezechias不具有以赛亚所描述的以马内利最本质的特性。

### 耶稣降生

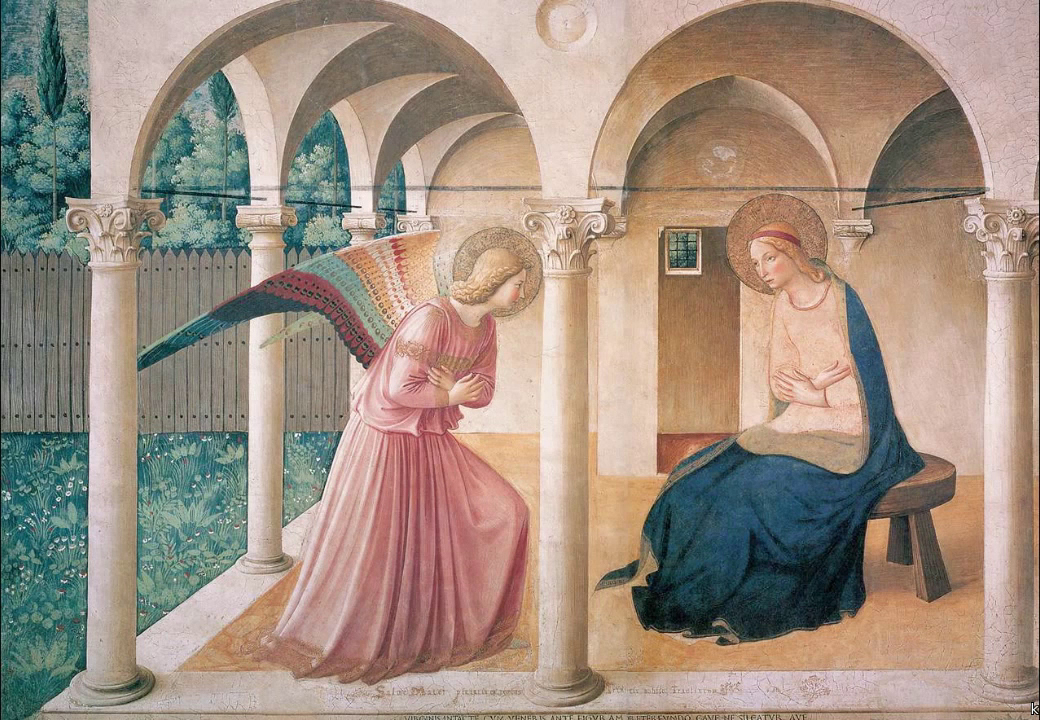
天使向马利亚宣告耶稣的降生（圣母领报），15世纪初作品

根据《马太福音》的记载，一位天使在梦中向马利亚的未婚夫约瑟显现，告诉他：「她必生个儿子，你要给他起名叫耶稣，因为他必拯救他的人民脱离他们的罪。这全部的事发生，是要应验主藉 神言人所说的话，说：『看吧，那童女必怀孕生子；人必给他起名叫「以马内利」』(以马内利译出来就是『上帝与我们同在』)。」。一些5-6世纪的《马太福音》手稿仅仅提到读「先知」而没有说读「先知以赛亚书」，但没有得到其他重要证据的支持.
《马太福音》的引言取自于《希伯来圣经》的通用希腊语七十士译本。经文中，先知以赛亚和天使加百列都使用了动词 （to call）；但是前者采用了第三人称复数（they shall call），后者采用第二人称单数（you shall call）。因此加百列不是向约瑟应用以赛亚的预言，其目的是请他担任马利亚儿子的合法父亲。其下的注释解释马利亚从圣灵怀孕，约瑟要成为孩子的养父，孩子的名字耶稣表明他的天职是成为他的百姓的救主，按照以赛亚的预言，此后“神与我们同在”。不过，对这段的理解被认作基督教护教学的辩解，因为几乎在所有犹太文献中，“以马内利”都是人名，而不仅是一个头衔。
学者们还关心《马太福音》中引用的《以赛亚书》经文；例如，他们争论，经文被认为是过去式——意味着在以赛亚写作时救主可怀疑为已经成孕。《马太福音》似乎还略微调整了意义，但是意义重大：虽然马太使用的希腊语词汇通常翻译成处女，但是以赛亚使用的希伯来语词汇，更精确地翻译成“剛開始青春期女孩”。
透過《以赛亚书》的上下文內容可以更好地理解引用的目的。以赛亚先知说，上主应许能够从新亚述帝國的威胁之下拯救以色列，但是如果犹太人继续犯罪，亚述帝国就将成为上主惩罚的手段。因此，在卡特等学者的心目中，《马太福音》也应用了这一预言：如果以色列人接受以马内利，以马内利将拯救他们脱离罗马帝国，但是如果被拒绝，罗马就将成为对犹太人的惩罚。

## 犹太人的使用
犹太教将《以赛亚书》预言理解为国王Ahaz统治时期出生的一个婴孩，对他们而言，这一节与弥赛亚无关。但是对于是以赛亚的儿子、Ahaz的儿子还是Ahaz继任者Hezekiah的儿子有所争议。根据Rashi的估计 Hezekiah 当时已经9岁。Rashi 认为这一节是指以赛亚的一个儿子。
“以马内利”也是犹太会堂的常见名称。

## 命名机构
- Immanuel Christian Assembly
- Immanuel Christian Assembly Church
- Emmanuel College, Cambridge
- Immanuel College

### 引用
1. ↑  以赛亚书14:2, 25; 47:6；何西阿书9:3; 耶利米书2:7; 12:14
2. ↑  《马太福音》第1章第21-23节（吕振中译本）
3. ↑  Nestle26
4. ↑  Raymond E. Brown：《新约圣经中的马利亚》，Paulist Press (1978), page 92